# 普莱沙泰勒
普莱沙泰勒（法語：Pléchâtel，法語發音：[pleʃatɛl]）是法国伊勒-维莱讷省的一个市镇，位于该省南部，属于勒东区。

## 地理
普莱沙泰勒（47°53'40"N, 1°44'55"W）面积36.32 平方千米，位于法国布列塔尼大區伊勒-维莱讷省，该省份为法国西北部沿海省份，位于布列塔尼半岛东部，北濒大西洋，西接阿摩尔滨海省和莫尔比昂省，南至大西洋卢瓦尔省，西南端接曼恩-卢瓦尔省，东临马耶讷省，东北与芒什省接壤。
与普莱沙泰勒接壤的市镇（或旧市镇、城区）包括：布列塔尼地区班、孔特堡、梅尔内勒、波利涅、圣马洛德菲利、圣瑟努、庞塞、吉普里-梅萨克。
普莱沙泰勒的时区为UTC+01:00、UTC+02:00（夏令时）。

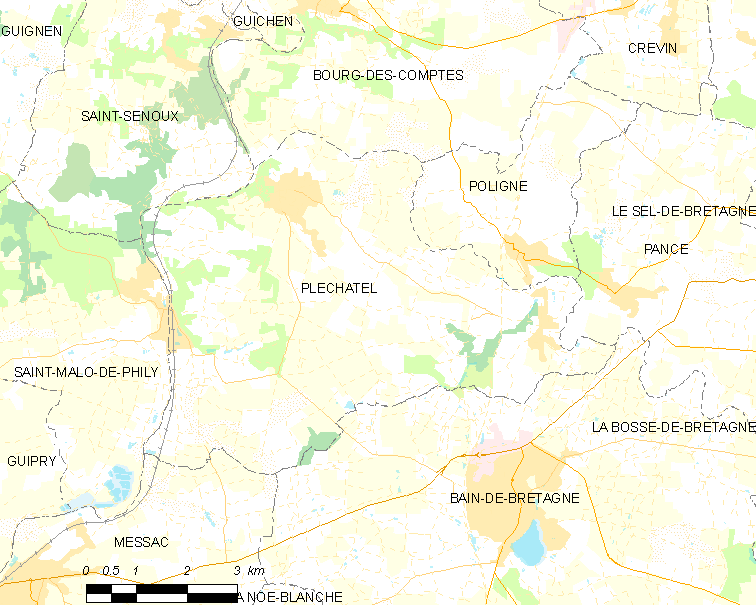
普莱沙泰勒的OSM定位图

## 行政
普莱沙泰勒的邮政编码为35470，INSEE市镇编码为35221。

## 政治
普莱沙泰勒所属的省级选区为布列塔尼地区班县。

## 交通
伊勒-维莱讷省省道D42线、D51线、D77线和D84线经过境内。

## 人口

1962-2008年间普莱沙泰勒人口变化图示

普莱沙泰勒于2022年1月1日时的人口数量为2796人。